# Londýn
Londýn (anglicky London s výslovností  [ˈlʌndən]IPA) je s 8,8 miliony obyvatel hlavní a největší město Anglie a Spojeného království. Leží na řece Temži v jihovýchodní Anglii, 80 km od ústí řeky Temže do Severního moře a je významným osídlením již téměř dvě tisíciletí. City, starověké jádro a finanční centrum města, bylo založeno Římany jako Londinium. Ve Westminsteru, západně od City, po staletí sídlí národní vláda a parlament. Od 19. století název „Londýn“ odkazuje také na metropoli kolem tohoto jádra, historicky rozdělenou mezi hrabství Middlesex, Essex, Surrey, Kent a Hertfordshire.
Londýn má jako jedno z největších světových globálních měst silný vliv na světové umění, zábavu, módu, obchod a finance, vzdělání, zdravotnictví, média, vědu a techniku, cestovní ruch, dopravu a komunikace. Jeho HDP ve výši 801,66 miliard EUR v roce 2017 z něj dělá největší městskou ekonomiku v Evropě a je jedním z hlavních finančních center světa. S největší koncentrací vysokoškolských institucí v Evropě je sídlem některých z nejlépe hodnocených akademických institucí na světě – Imperial College London (přírodní a aplikované vědy), London School of Economics (společenské vědy) a University College London. Londýn je nejnavštěvovanějším městem v Evropě a má nejrušnější letiště na světě. Londýnské metro je nejstarší na světě.
V Londýně se mluví více než 300 jazyky. Počet obyvatel Velkého Londýna byl v roce 2023 necelých 10 milionů, což z něj dělá druhé nejlidnatější město Evropy. Žije zde 13,4 % obyvatel Spojeného království a více než 16 % obyvatel Anglie. Londýnská metropolitní oblast je s asi 14 miliony obyvatel v roce 2016 třetí nejlidnatější v Evropě.
V Londýně se nachází čtyři památky světového dědictví: Tower; Královské botanické zahrady; Westminsterský palác, Westminsterské opatství a kostel sv. Markéty; a také historické osídlení v Greenwichi, kde se nachází Královská greenwichská observatoř, kterou prochází základní poledník (0° zeměpisné délky) a pomocí které je definován greenwichský střední čas. Mezi další památky patří Buckinghamský palác, Londýnské oko, Piccadilly Circus, Katedrála svatého Pavla, Tower Bridge a Trafalgarské náměstí. Londýn má mnoho muzeí, galerií, knihoven a kulturních míst, včetně Britského muzea, Národní galerie, Přírodopisného muzea, Tate Modern, Britské knihovny a četných divadel ve West Endu. Mezi důležité sportovní události konané v Londýně patří finále FA Cupu, tenisový turnaj Wimbledon a londýnský maraton. V roce 2012 se Londýn stal prvním městem, které hostilo letní olympijské hry třikrát.

## Historie

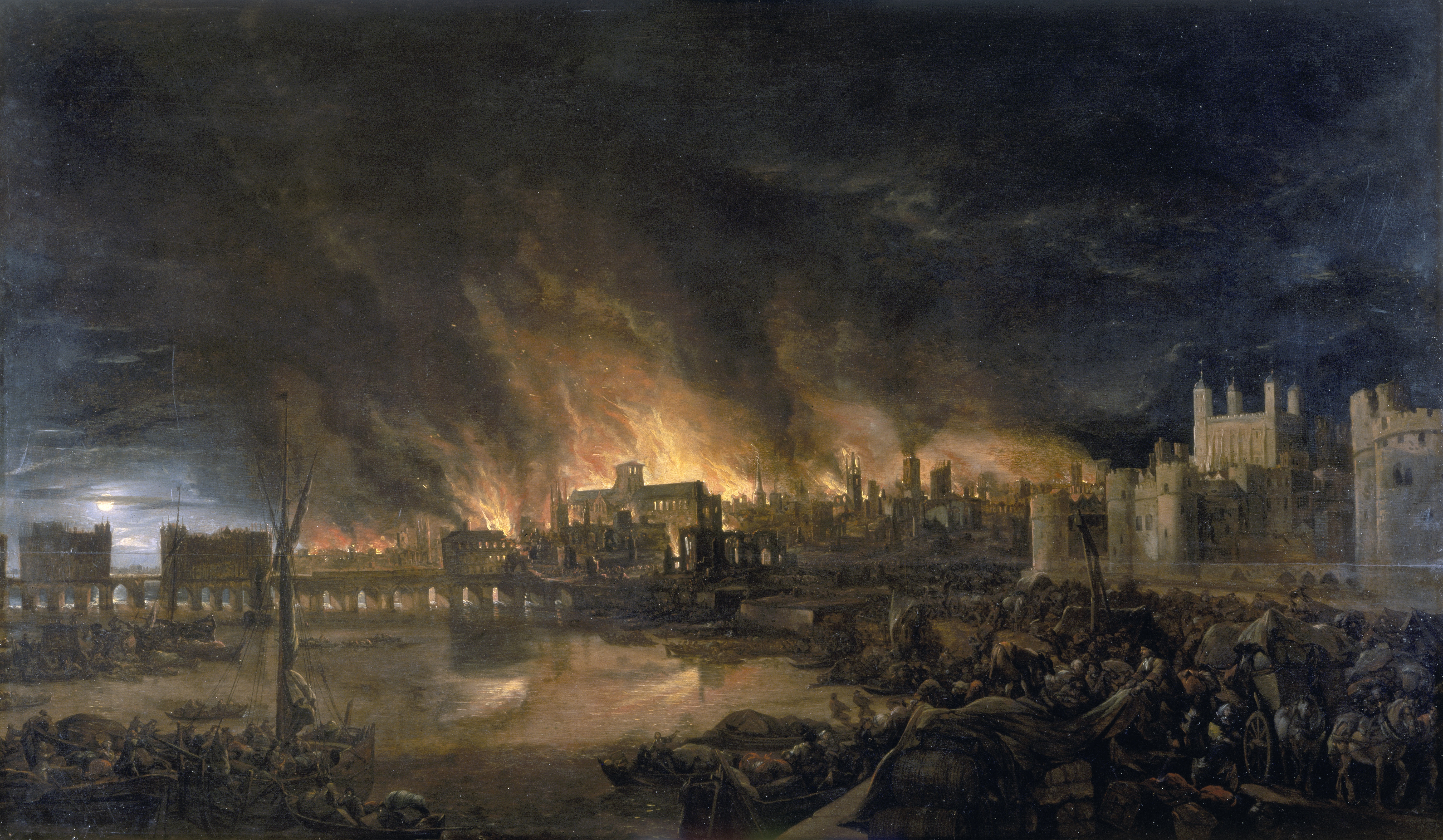
Velký požár v roce 1666 zničil značnou část města

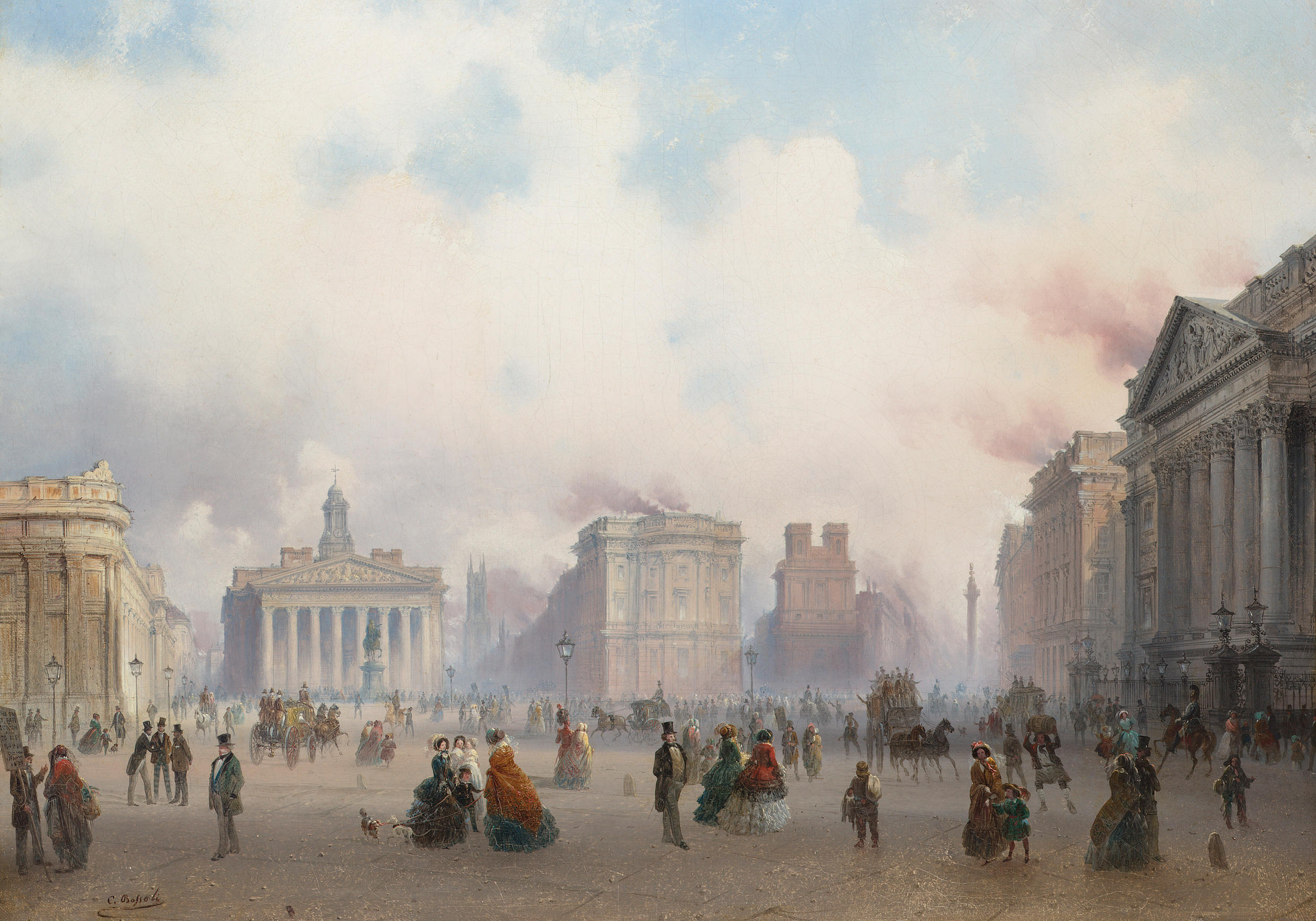
Londýn v 19. století

I když existují důkazy o několika britonských osadách na území nynějšího Londýna, první větší obec zde roku 43 založili Římané a nazvali ji Londinium. Byla ale kolem roku 61 vypálena při útoku vojska icenské královny Boudiccy. Obnovená osada pak velmi dobře prosperovala a významem předčila i Colchester. Ve 2. století, v době největší slávy, zde žilo asi 60 000 obyvatel.
Do 7. století vybudovali Anglosasové novou osadu, nazvanou Lundenwic, asi 2 km proti proudu od původního římského města, v místech současné Covent Garden. V ústí řeky Fleet zřejmě existoval rybářský a obchodní přístav. Roku 851 na město zaútočili Vikingové, dobyli ho a vypálili. Král Alfréd Veliký s nimi později uzavřel mír a město přestěhoval pod ochranu původních římských hradeb. Za vlády dalších anglosaských králů město vzkvétalo jako středisko mezinárodního obchodu a důležité politické centrum. Přesto občasné útoky Vikingů pokračovaly a dosáhly vrcholu v roce 1013, kdy dánský král Knut Londýn dobyl a anglického krále Ethelreda II. donutil k útěku. Eduard III. po nástupu na trůn nechal Westminsterské opatství a Westminsterský palác obnovit.
Krátce po vítězství v bitvě u Hastingsu v roce 1066 byl normandský vévoda Vilém Dobyvatel korunován na krále v právě dokončeném Westminsterském opatství. Vilém přiznal obyvatelům města zvláštní privilegia, ale na jeho jihovýchodním okraji dal postavit hrad, který mu umožnil Londýn ovládat. Roku 1097 začal Vilém II. stavět v blízkosti opatství Westminster Hall, která byla ve středověku královskou rezidencí. Ve Westminsteru sídlil královský dvůr a vláda, zatímco do City, spravované vlastní institucí Corporation of London, se soustředil obchod. Obě sousední části města se postupně rozrůstaly, staly se základem moderního centra Londýna a ve 12. století postupně převzaly od Winchesteru roli hlavního města.
Ve středověku se počet obyvatel z 18 000 v roce 1100 zvýšil na 100 000 v roce 1300. V polovině 14. století však do Londýna dosáhla morová epidemie (černá smrt), která přivodila smrt asi jedné třetině obyvatel. Velký mor zasáhl město i v letech 1665 až 1666. Další katastrofu roku 1666 potom způsobil velký požár. City téměř vyhořelo, ale ztráty na životech byly minimální a i díky požáru mor skončil. Obnova města pak trvala déle než 10 let.
Po expanzi města v 18. století se v letech 1831–1925 Londýn stal největším městem světa. Tento růst podpořila i první železnice. Železniční síť se rozvíjela velmi rychle. V roce 1863 začalo v Londýně fungovat první metro na světě. Místní samospráva měla s rozvojem města a vybudováním infrastruktury velké problémy. V letech 1885 až 1889 nastartovala jejich řešení instituce zvaná Metropolitan Board of Works, kterou později nahradil první volený správní orgán – Rada hrabství Londýn.

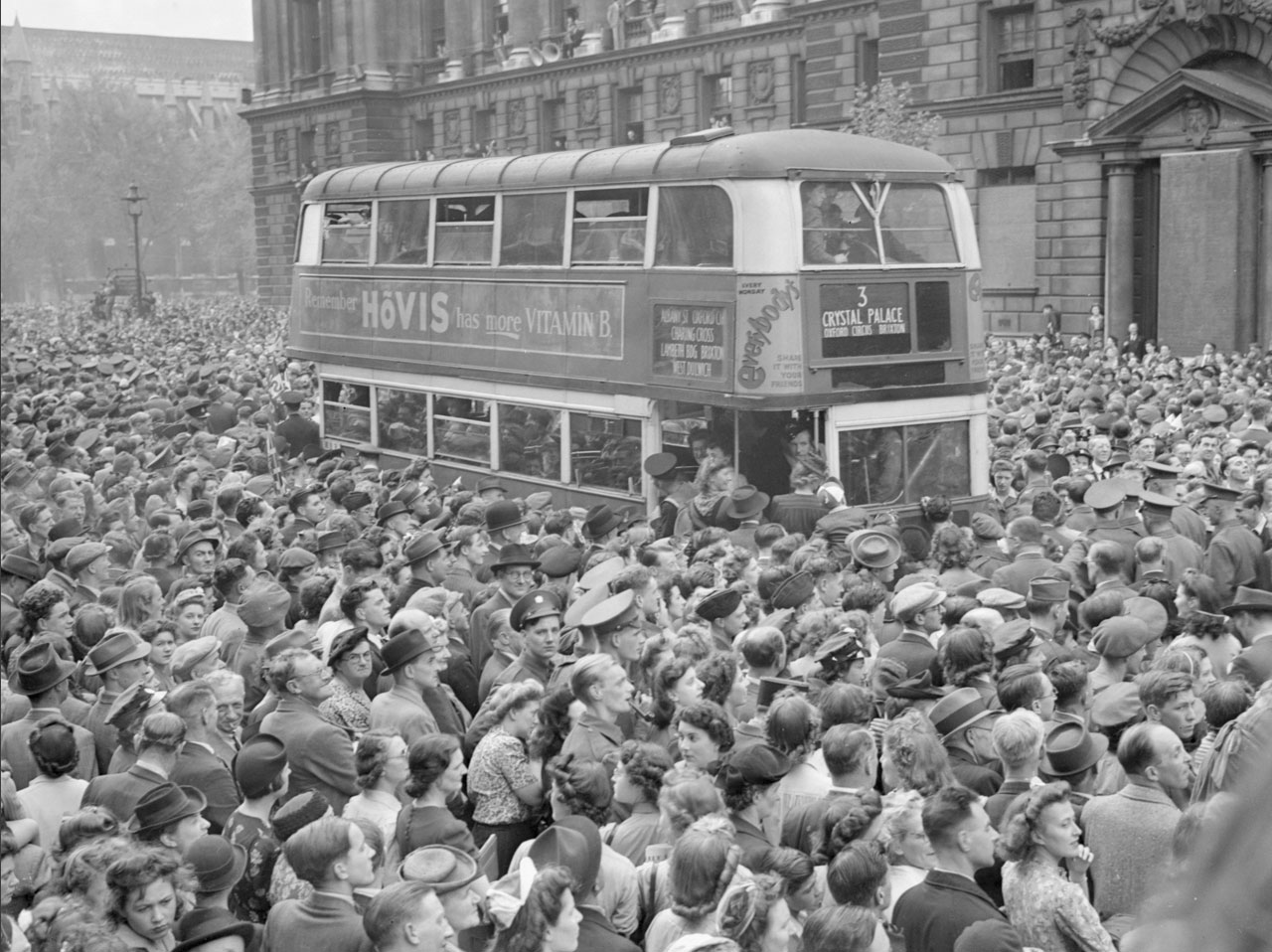
Oslavy vítězství v Londýně, lidé očekávají projev premiéra Churchilla, 8. května 1945

V průběhu první světové války přednášel v letech 1915 až 1917 (a usiloval o vznik samostatného státu) na londýnské univerzitě pozdější první československý prezident profesor Tomáš Garrigue Masaryk.
Při bombardování za druhé světové války zahynulo více než 30 000 obyvatel města a bylo zničeno značné množství budov. V poválečném období se během rekonstrukce používalo hned několik architektonických stylů, čímž se charakter města změnil. V roce 1965 se jeho hranice posunuly a vznikl Velký Londýn. Poválečná imigrace výrazně ovlivnila složení obyvatel a z Londýna se stalo multikulturní město. Ekonomický rozvoj v 80. letech 20. století mu vrátil pozici velkoměsta mezinárodního významu.

## Geografie a podnebí

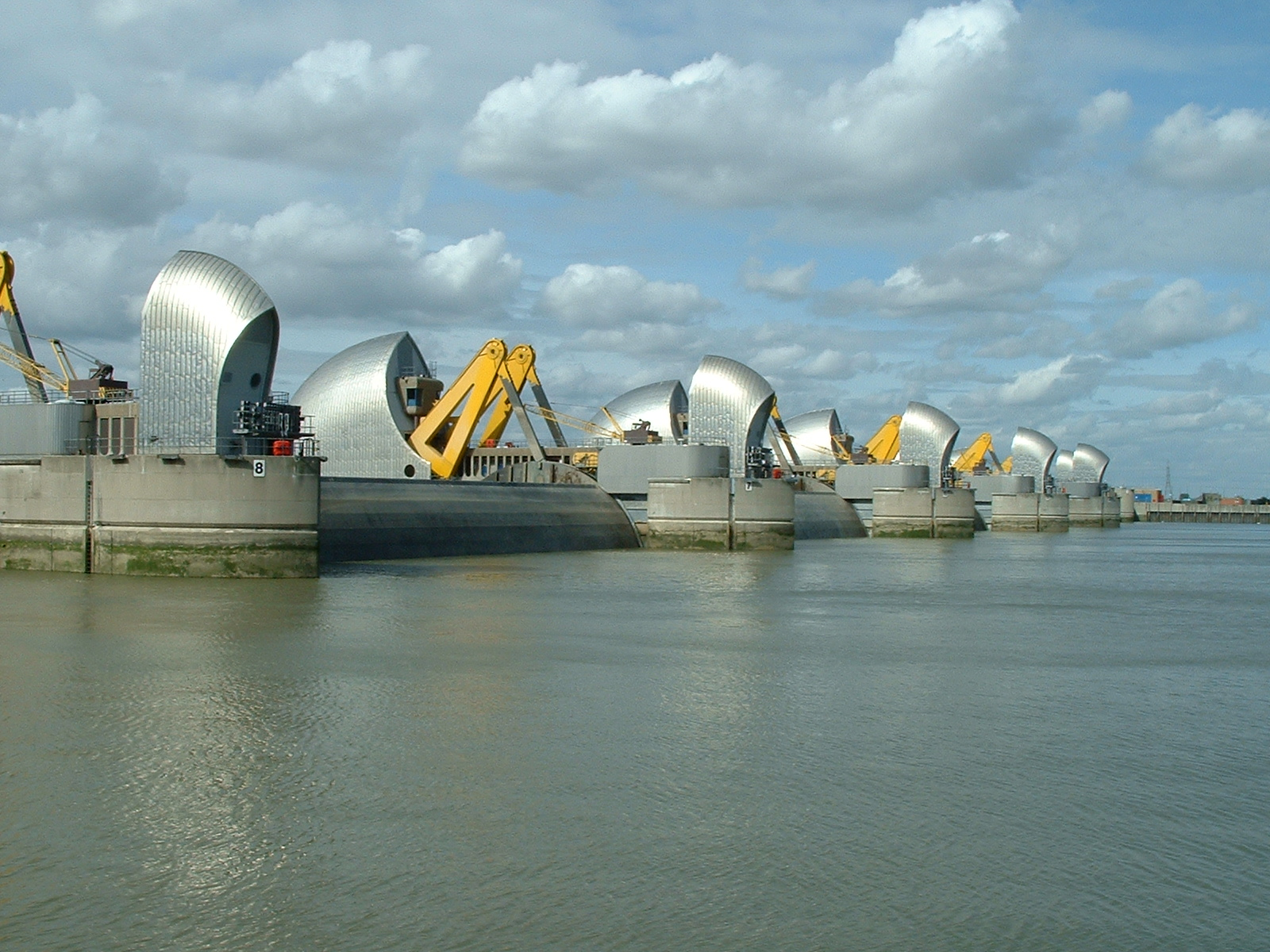
Bariéry na Temži, druhý největší protipovodňový systém na světě po bariérách Oosterscheldekering v Nizozemsku

Londýn byl založen na severním břehu Temže, a protože po staletí přes ni vedl pouze jediný most (London Bridge), město se rozvíjelo převážně na sever od řeky. Poté, co byly v 18. století postaveny mosty další, začalo bez větších potíží expandovat do všech směrů, protože rovná nebo mírně zvlněná krajina okolo Temže nepředstavovala žádnou přírodní překážku. Ačkoli se ve městě nachází několik návrší, například Parliament Hill anebo Primrose Hill, nejsou nijak zvlášť rozlehlá a nepředstavovala pro rozvoj města žádnou překážku. Díky těmto skutečnostem má Londýn téměř kruhový půdorys a území Velkého Londýna zahrnuje 1 577 km².
Řeka Temže bývala daleko širší a mělčí, než je dnes. Postupně ji sevřeli do vysokých břehů a mnoho jejích přítoků svedli do londýnského podzemí. Jelikož Temže coby přílivová řeka město ohrožovala a stále ohrožuje záplavami, na ochranu před nimi byly ve Woolwichi vybudovány bariéry.

### Podnebí
Mírné oceánské. Velmi často prší, ale je to chvilkové. V červenci srpnu může být několik dní i velmi teplo, například 10. srpna 2006 bylo 37°C (v posledních letech jsou v Londýně teplejší léta). Zima je chladná, ale ne moc mrazivá. Noční teploty klesají nejníže na -2 °C a v nejstudenějších dnech bývá teplota jen kolem 0. Největší mrazy mohou být v prosinci a lednu a na přelomu února a března. V létě jsou teploty mírné, ale zřídka se mohou objevit horké dny, s teplotami kolem 30, přičemž ráno je velice teplé, i více než 20. Nejnižší naměřená teplota byla −16.6 °C. Mrazivých dnů v Londýně je méně než 30 za rok. Při ochlazeních od konce podzimu do začátku jara může být rozdíl mezi rozehřátým středem města a okrajem 5 °C. Vzhledem k občas velmi silnému oceánskému vlivu zde mohou být některé dny v létě teplotně velmi blízké těm nejteplejším zimním a obráceně, i v zimě může být až 15. Bouřky jsou v létě časté. Sníh se drží na zemi 2 dny v roce a výška sněhové pokrývky je 2–3 cm. Větry vanoucí od oceánu přinášejí v létě chlad a v zimě teplo, tak jako ve všech západoevropských pobřežních oblastech. Větry jsou nejsilnější v zimě, kdy zde mohou řádit divoké vichřice, takové větrné bouře jsou obvykle 1–2 krát v roce. Tornáda jsou vzácná.
| Londýn – podnebí            | Londýn – podnebí | Londýn – podnebí | Londýn – podnebí | Londýn – podnebí | Londýn – podnebí | Londýn – podnebí | Londýn – podnebí | Londýn – podnebí | Londýn – podnebí | Londýn – podnebí | Londýn – podnebí | Londýn – podnebí | Londýn – podnebí |
| Období                      | leden            | únor             | březen           | duben            | květen           | červen           | červenec         | srpen            | září             | říjen            | listopad         | prosinec         | rok              |
| --------------------------- | ---------------- | ---------------- | ---------------- | ---------------- | ---------------- | ---------------- | ---------------- | ---------------- | ---------------- | ---------------- | ---------------- | ---------------- | ---------------- |
| Nejvyšší teplota [°C]       | 12               | 13               | 17               | 21               | 24               | 27               | 30               | 30               | 25               | 19               | 16               | 13               | 30               |
| Průměrné denní maximum [°C] | 8                | 9                | 11               | 15               | 18               | 21               | 23               | 22               | 19               | 14               | 10               | 8                | 14,8             |
| Průměrná teplota [°C]       | 5,5              | 5,5              | 7,5              | 10,5             | 13,5             | 16,5             | 18,5             | 18               | 15               | 11               | 12,5             | 5,5              | 11,6             |
| Průměrné denní minimum [°C] | 3                | 2                | 4                | 6                | 9                | 12               | 14               | 14               | 11               | 8                | 5                | 3                | 7,6              |
| Nejnižší teplota [°C]       | −2               | −2               | −1               | 1                | 4                | 8                | 11               | 9                | 6                | 2                | −1               | −2               | −2               |
| Průměrné srážky [mm]        | 56               | 41               | 42               | 42               | 51               | 45               | 44               | 49               | 48               | 69               | 57               | 55               | 599              |
| Zdroj:                      |                  |                  |                  |                  |                  |                  |                  |                  |                  |                  |                  |                  |                  |

Extrémy z meteostanice EGLC – London City Airport
| Rok  | Nejnižší a nejvyšší denní teplota nejteplejšího dne léta, °C | Nejnižší a nejvyšší denní teplota nejchladnějšího dne léta, °C | Nejnižší a nejvyšší denní teplota nejteplejšího dne zimy, °C | Nejnižší a nejvyšší denní teplota nejchladnějšího dne zimy, °C | Počet dní se sněhovou pokrývkou |
| ---- | ------------------------------------------------------------ | -------------------------------------------------------------- | ------------------------------------------------------------ | -------------------------------------------------------------- | ------------------------------- |
| 2005 | 31/27                                                        | 17/11                                                          | 12/8                                                         | 0/-2                                                           | 2                               |
| 2006 | 30/23                                                        | 17/12                                                          | 15/10                                                        | 1/-1                                                           | 1                               |
| 2007 | 29/23                                                        | 15/12                                                          | 15/13                                                        | 3/-1                                                           | 1                               |
| 2010 | 31/17                                                        | 20/15                                                          | 14/10                                                        | 1/-6                                                           | 10                              |
| 2011 | 32/19                                                        | 18/13                                                          | 17/10                                                        | 1/-3                                                           | 5                               |
| 2012 | 30/21                                                        | 18/12                                                          | 13/10                                                        | 1/-4                                                           | 7                               |
| 2013 | 33/17                                                        | 18/10                                                          | 14/10                                                        | 7/1                                                            | 0                               |
| 2014 | 28/17                                                        | 17/13                                                          | 16/10                                                        | 3/-1                                                           | 0                               |
| 2015 | 34/20                                                        | 15/9                                                           | 17/12                                                        | 5/-1                                                           | 0                               |
| 2016 | 31/27                                                        | 19/12                                                          | 15/11                                                        | 0/-1                                                           | 2                               |

## Obyvatelstvo

### Etnický původ
Během sčítání obyvatelstva v roce 2011 vyšly najevo následující informace: 59,8 % – běloši (44,8 % bílí Britové; 2,2 % bílí Irové; 0,1 % cikáni a irští Travellers; 12,1 % jiní běloši); 6,6 % Indové; 2,7 % Bangladéšané; 2,7 % Pákistánci; 13,3 % černoši (7,0 % – Afričané; 4,2 % Karibští černoši; 2,1 % jiní černoši), 5,0 % – míšenci; 1,5 % – Číňané; 1,3 % Arabové; 2,1 % ostatní. Asi 37 % obyvatel uvádělo místo narození mimo Spojené království. Okolo 69 % dětí narozených roku 2015 v Londýně mělo alespoň jednoho rodiče pocházejícího z ciziny. V londýnských školách převládají černošské a asijské děti nad bílými dětmi.
Při sčítání obyvatel v roce 2021 bylo etnické složení Londýna následující: 53,8 % – běloši (36,8 % bílí Britové; 1,8 % bílí Irové; 14,7 % jiní běloši); 20,8 % Asiaté (7,5 % Indové; 3,7 % Bangladéšané; 3,3 % Pákistánci; 1,7 % – Číňané); 13,5 % černoši (7,9 % – Afričané; 3,9 % Karibští černoši; 1,7 % jiní černoši); 5,7 % – míšenci;  6,3 % – ostatní. Asi 27,9 % obyvatel uvádělo místo narození mimo Evropu.
V Londýně žilo k rozhodnému datu při sčítání v roce 2011 asi 8 841 Čechů a 12 800 Slováků.

### Počet obyvatel
Počet obyvatel Londýna v roce 1801 byl asi 860 000 (pro srovnání Paříž v roce 1802 měla asi 670 000 obyvatel). Londýn byl nejlidnatějším městem od roku 1825 do 1925, kdy byl překonán New Yorkem. Počet obyvatel Londýna podle sčítání obyvatel z roku 2006 činí 7 750 000 obyvatel.
Počet obyvatel Londýna včetně příměstských částí (angl. urban area) byl podle výsledků sčítání obyvatel v roce 2001 8 278 251. Počtem obyvatel je Londýn včetně příměstských částí třetí největší v Evropě po Moskvě (11,7 milionů obyvatel v roce 2000) a Paříži (9,6 milionů obyvatel v roce 1999).
Na rozdíl od jiných států Velká Británie neposkytuje národně koordinované počty obyvatel oblasti hlavního města (angl. London’s metropolitan area) s ohledem na sledování osob dojíždějících do Londýna do zaměstnání a ekonomický vliv. Podle některých zdrojů zahrnuje oblast Londýna plochu 16 043 km² s počtem obyvatel 13 945 000 – což je více než počet obyvatel Skotska, Walesu a Severního Irska dohromady. Podle této definice je oblast Londýna spolu s oblastí Moskvy (asi 14 milionů obyvatel) největší metropolitní oblastí Evropy a je větší než oblast Paříže (11,5 milionů v roce 2004). Definici oblasti v tomto pramenu je třeba brát s maximální opatrností, neboť obsahuje místa dosti vzdálená od Londýna, např. Dover ležící u Lamanšského průlivu nebo Colchester město na severu Essexu. Po odečtení východního Kentu, severního Essexu a West Berkshire je tento počet mezi 12 až 12,5 miliony.
V roce 2004 vláda Velkého Londýna oficiálně vyhlásila Londýnský region (angl. metropolitan region) s centrem v Londýně s rozlohou 27 224 km² a počtem obyvatel přibližně 18 000 000. Toto území zahrnuje Velký Londýn, celou jihovýchodní Anglii a jednu třetinu východní Anglie. Metropolitní region je odlišný pojem od metropolitní oblasti. Zahrnuje území s obrovským množstvím spojení a sítí mezi obydlenými oblastmi. Je třeba poznamenat, že metropolitní region, jak je zde definován, má málo společného s tím, co je pojmem Londýn označováno v britském prostředí.

## Charakteristika

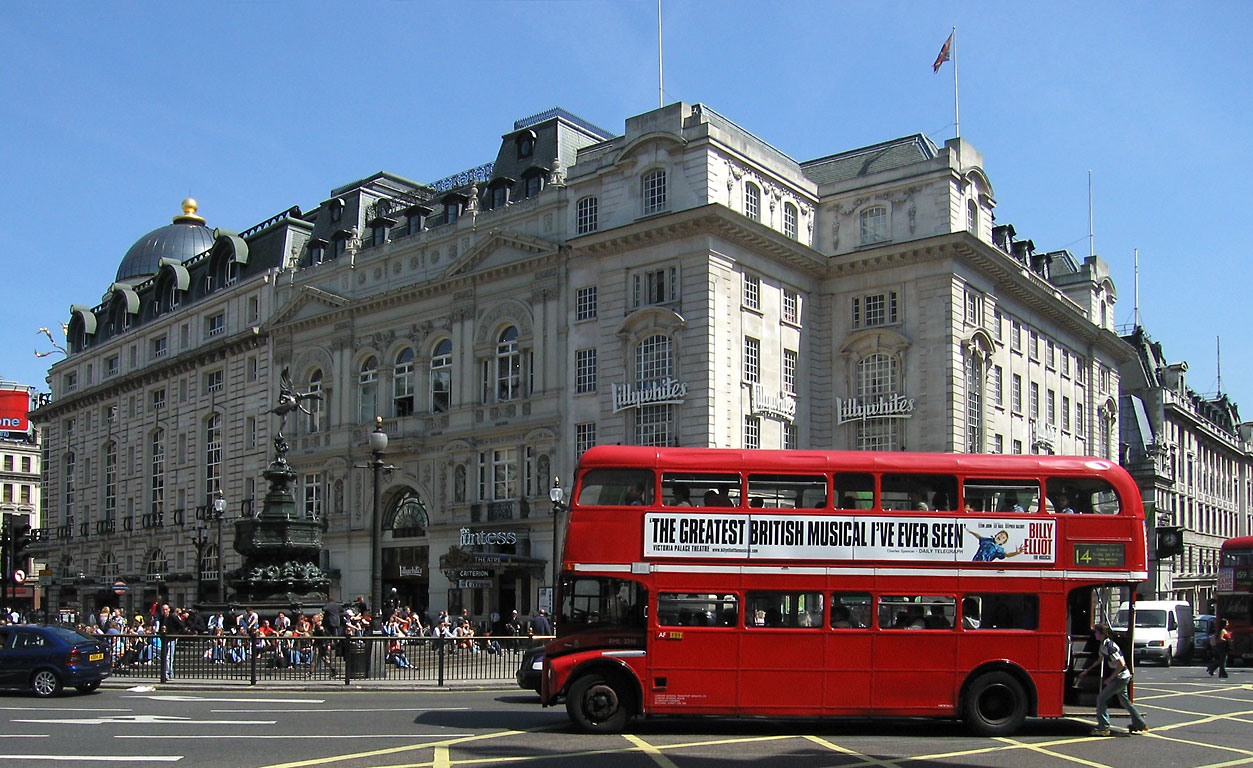
Červený doubledecker projíždějící Piccadilly Circus.

Centrum společenského dění Londýna je Westminster, kde sídlí většina obchodů a zábavních center. Zde sídlí také vedení největších britských průmyslových podniků (vyjma finančního sektoru) a vláda Spojeného království.
Londýnská City je hlavním finančním centrem Velké Británie a jedním z nejdůležitějších ve světě. Je řízená Corporation of London, institucí která má středověké kořeny a v jejímž čele je Lord Mayor of London (v českém prostředí starosta). Původní dominantu katedrálu svatého Pavla doplnily vysoké budovy kanceláří včetně nejvyšších Tower 42 (známa spíše jako NatWest Tower) a 30 St Mary Axe (nazývána Gherkin, postavená v roce 2003). City má pouze malé množství stálých obyvatel (asi 7 000), ale během dne zde pracuje až 300 000 lidí. V poslední době se finanční centrum stále více přesouvá z City do Canary Wharf na východě Londýna.
West End je považován za nejpopulárnější nákupní a zábavní obvod Londýna. Nalézá se zde i Trafalgarské náměstí, jedna z nejnavštěvovanějších památek Londýna. Oxford Street je jednou z nejznámějších ulicí světa pro nakupování módního značkového oblečení. Na jihu od východní části Oxford Street se rozkládá Soho, síť malých uliček plných restaurací, hospůdek, menších obchodů a butiků, divadel a kin, stejně jako mediálních, filmových, inzertních a postprodukčních firem. Soho je rovněž známé svými rušnými kluby, bary a gay komunitou. Piccadilly je známou dopravní tepnou vedoucí z Piccadilly Circus na východě k Hyde Park Corner na západě. V jejím okolí nalezneme Mayfair a Green Park. Dalšími dopravními tepnami této části města jsou Regent Street a Bond Street.
Východní Londýn byl centrem metropolitní průmyslové oblasti a většina tohoto území je v současnosti výrazně přestavována jako část Thames Gateway. Hrála rovněž klíčovou úlohu v úspěšné kandidatuře na pořádání olympijský her v roce 2012, a nyní probíhá výrazná obnova tohoto území pro zabezpečení úspěšného konání olympiády. Je to již podruhé v moderní historii, kdy je tato oblast výrazně přestavována, poprvé to bylo po náletech německého letectva v době druhé světové války.
East End je nejblíže původnímu londýnskému přístavu a je oblastí, kde se nejčastěji zpočátku usídlovali přistěhovalci přijíždějící do přístavu. Byly to postupně přistěhovalecké vlny Francouzů, Hugenotů, Belgičanů, Židů a Pákistánců. East End se rozrůstá z východní části City a zahrnuje tyto městské části – Whitechapel, Mile End, Bethnal Green, Hackney, Bow and Poplar. V této části města se nacházejí mnoha zajímavá místa včetně londýnských tržišť (Columbia Road Flower Market, Spitalfields Market, Brick Lane Market, Petticoat Lane Market) a několik muzeí, například Geffrye Museum a Museum of Childhood v Bethnal Green.

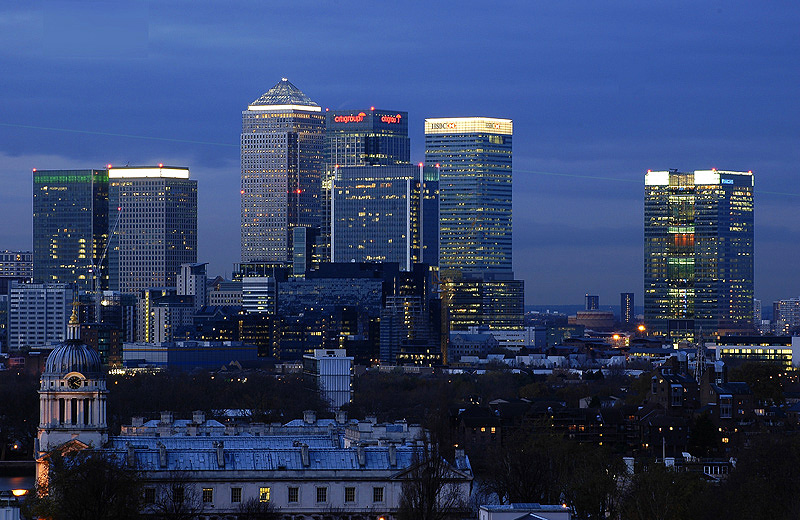
Canary Wharf – nejvyšší budova, One Canada Square, byla nejvyšším britským mrakodrapem od roku 1991 do roku 2012. Pohled z nejvyššího přechodu Tower Bridge

Docklands, městská část na Ostrově psů (Isle of Dogs), prochází od roku 1980 bouřlivým rozvojem. V prvních letech od roku 1980 bylo mnoho skladů ve Wapping obsazováno a používáno jako umělecké dílny a levné ubytovny. London Docklands Development Corporation (LDDC) byla založena v roce 1981, aby nastartovala proces využití a změny tváře této oblasti. Nejznámějším výsledkem je oblast Canary Wharf, jejíž dominantou je budova kancelářského komplexu 1 Canada Square, nejvyšší britský mrakodrap od roku 1991. Spojení této oblasti s metrem a s ostatními částmi města zajišťuje Docklands Light Railway (DLR).
Západní Londýn zahrnuje elegantní a nákladnou rezidenční oblast Notting Hill. Kensington a Chelsea jsou oblasti s nejluxusnějším bydlením ve Velké Británii. Západním směrem u White City, poblíž Shepherd's Bush, se nachází hlavní centrum BBC, a ještě dále na západ v předměstí Hillingdon, leží letiště Heathrow. Tento kout Londýna je domovem Richmond Parku. V této části má také stadion Chelsea FC, a to na Stamford Bridge.
V jižním Londýně nalezneme Wimbledon (známý pořádáním velkého tenisového turnaje). Greenwich ležící na březích Temže, v místech, kde tato řeka meandruje je známá parkem a je rovněž sídlem Královské greenwichské observatoře. Brixton, Camberwell a Peckham je domovem pro mnoho rodin imigrantů z Karibiku, kteří se do Velké Británie přistěhovali v letech padesátých, šedesátých a sedmdesátých.
Severní Londýn zahrnuje například předměstí Hampstead a Highgate, které si podržely venkovský ráz. Jsou zde velké parky včetně Hampstead Heath s Parliament Hill. Mnoho oblastí má výrazné zastoupení menšin, například Stamford Hill, jež je obydlen výraznou komunitou ortodoxních židů, a Green Lanes ve čtvrti Haringey s výrazným zastoupením turecké a řecké menšiny. Islington je jedna z nejbohatších oblastí severního Londýna a je sídlem fotbalových klubů Arsenal nebo Tottenham Hotspur FC, jehož stadion je v blízkém Tottenhamu.

## Ekonomika

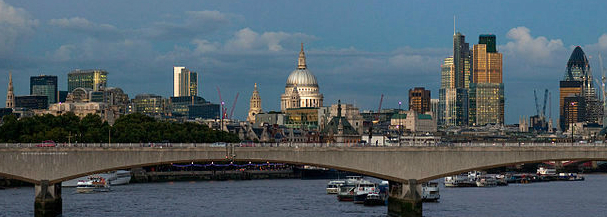
City – jedno z největších finančních center na světě.

Ekonomický význam Londýna je způsoben mimo jiné jeho včasnou poválečnou orientací na odvětví poskytování služeb. Londýn je hlavní centrálou mezinárodního obchodu a patří spolu s New Yorkem a Tokiem mezi tři nejdůležitější ekonomická centra. Je po New Yorku druhým největším světovým finančním střediskem a po Tokiu, New Yorku, Los Angeles, Chicagu a Paříži šestou největší městskou ekonomikou. Londýn produkuje asi 20 % HDP a Londýnská metropolitní oblast je zdrojem asi 30 % HDP Velké Británie.
Více než 85 % (3,2 milionů) lidí zaměstnaných v Londýně pracuje v odvětví poskytování služeb. Dalších asi 1,5 milionu pracuje v průmyslových podnicích. I když v posledních letech došlo k poklesu počtu průmyslových společností, stále jich zde existuje asi 15 000 a jsou zaměřeny na výrobu oděvů, tiskařství, výrobu nábytku a produkci potravin.
Nejdůležitějším odvětvím je stále finanční sektor. V poskytování finančních služeb pracuje více než 300 000 lidí. Sídlí zde více než 480 mezinárodních bank. V City je proinvestováno více finančních prostředků než v ostatních deseti největších evropských městech dohromady a v Londýně je realizováno více mezinárodních telefonních hovorů než kdekoli jinde na světě.
City je největší finančním a obchodním centrem v Evropě a pomalu dostihuje i New York. V Londýně sídlí banky, brokerské společnosti, pojišťovny, právní a účetní společnosti. Další kancelářské středisko vzniklo na východ od City v Canary Wharf, kde sídlí světové centrály společností HSBC, Reuters, Barclays a Clifford Chance, největší právní společnost světa.
Dalším důležitým odvětvím je turistika, zaměstnávající v roce 2003 asi 350 000 lidí a roční příjem z turistiky je asi 15 miliard liber. Každý rok město navštíví 27 milionů turistů, kteří zde stráví alespoň jednu noc. Londýnský přístav na Temži v Tilbury (v hrabství Essex) se z pozice největšího světového přístavu dostal až na třetí místo ve Velké Británii a prochází jím 50 milionů tun zboží.[zdroj?]

## Správa města

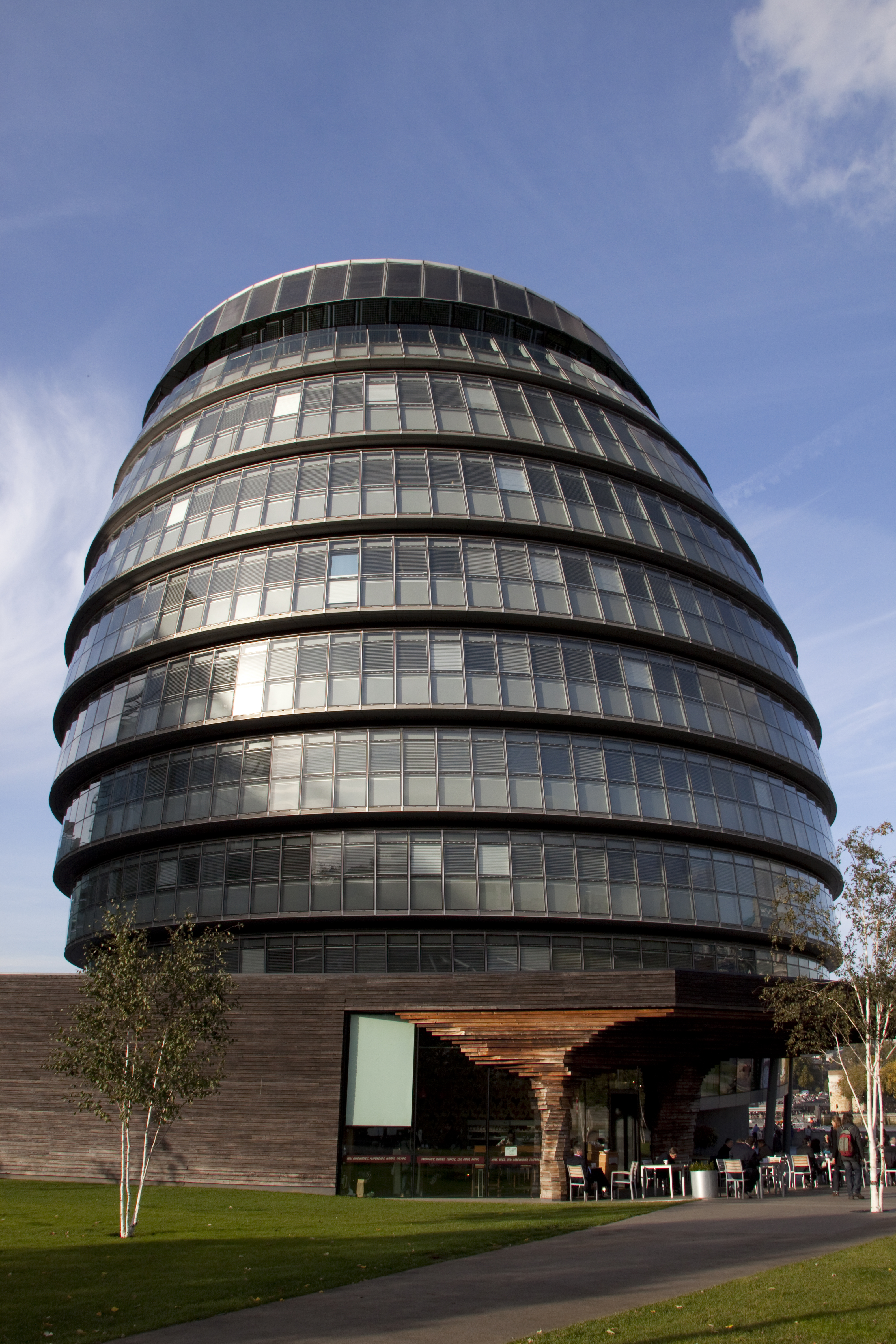
Londýnská radnice

Velký Londýn je rozdělen do 33 městských obvodů a londýnské City. Jednotlivé samosprávy městských obvodů jsou nejdůležitější jednotkou místní správy Londýna a jsou zodpovědné za zajištění většiny lokálních služeb v oblasti, kterou spravují. City není spravována běžnou místní radou, ale historickou Corporation of London.
Greater London Authority (GLA), nejvyšší správní orgán Velkého Londýna, má vliv na dění celé oblasti Velkého Londýna a je zodpovědná za koordinaci činností samospráv městských čtvrtí, strategické plánování a chod služeb, jež mají dosah v celém Londýně, jako například policie, požární ochrana a doprava. GLA se skládá ze zastupitelstva, jímž je Londýnské shromáždění (London Assembly), které řídí starosta Londýna (Mayor of London).
Současný starosta Sadiq Khan byl zvolen roku 2016. Dnešní GLA byla ustanovena jako náhrada za Radu Velkého Londýna (Greater London Council, GLC), který vznikl roku 1965 a byl zrušen roku 1986 po politických šarvátkách mezi GLC (tehdy vedeným Kenem Livingstonem) a vládou konzervativní strany vedenou Margaret Thatcherovou. Po zrušení GLC v roce 1986 přešla většina jeho pravomocí na samosprávy městských obvodů a zbytek byl zajišťován jejich spolupráci nebo jinými nevolenými orgány. Samosprávy městských obvodů tak získaly značnou autonomii a jednotný statut, a ačkoli po obnovení GLC ztratily určitou část vlivu, stále existují oblasti, v nichž jsou nezávislé na GLC.
Předchozí londýnské administrativní úřady:
- Metropolitan Board of Works (MBW) – 1855 až 1889
- London County Council (LCC) – 1889 až 1965
- Greater London Council (GLC) – 1965 do 1986
- Greater London Authority (GLA) – 2000

Londýn je v parlamentu reprezentován 74 poslanci.[zdroj?] Policejní službu pro 32 londýnských čtvrtí zajišťuje Metropolitan Police Service, všeobecně označována spíše jako Metropolitan Police, nebo jednoduše Met. City má svou vlastní policejní správu City of London Police. Zdravotní služba v Londýně je řízena vládou prostřednictvím Národní zdravotní služby (NHS). Velký Londýn je rozdělen mezi 5 Strategic Health Authorities.

## Doprava

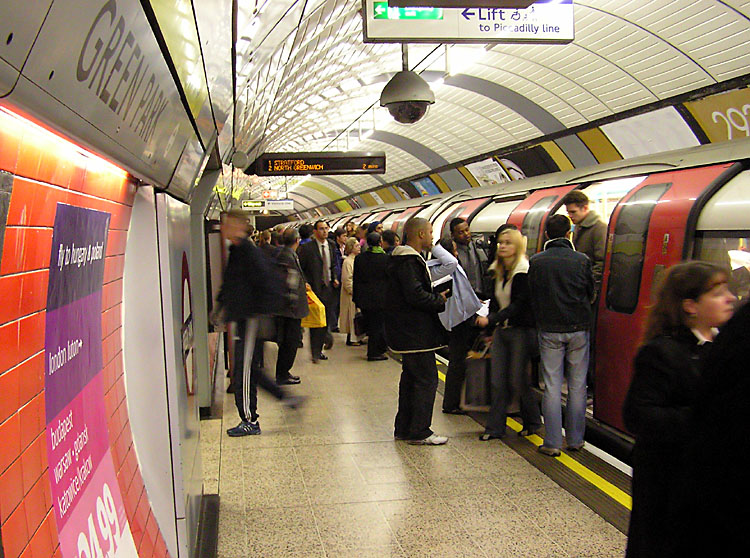
Londýnské metro – stanice Green Park

Pokud jde o dopravu, Londýn patří k nejrušnějším městům světa. Dopravu spravuje úřad starosty, má však jen omezený finanční vliv. Výkonným orgánem řízení londýnského dopravního systému je Transport for London (TfL). Ačkoli se síť městské hromadné dopravy řadí k nejrozsáhlejším na světě, potýká se s přehuštěním a výpadky. Tento jeden z nejkomplexnějších dopravních systémů byl v roce 2006 při hlasování označen za nejlepší systém městské hromadné dopravy na světě.
Hlavním dopravním systémem Londýna je metro s dvanácti linkami. Toto nejstarší metro světa zahájilo provoz již v roce 1863. Roku 1890 zde vznikla i první elektrifikovaná linka. Denně je využito pro přibližně 3 miliony cest a ročně pro 1 miliardu. Trasy metra pokrývají centrum a severní část města.
Roku 1987 bylo metro doplněno o systém lehké kolejové dopravy (DLR), který používá menší a lehčí soupravy bez řidiče; jeho síť pokrývá oblast východního Londýna a Greenwiche. Místní a mezinárodní železniční spoje (až na výjimky) neprojíždějí centrem, ale zastavují na železničních stanicích rozptýlených po okraji města. Vzrůstající požadavky na dopravu vedly roku 2007 ke schválení plánu na vybudování podzemní východo-západní železniční trati pod středem města; Crossrail se momentálně buduje a zprovoznění se předpokládalo v roce 2018, pak bylo posunuto do první poloviny roku 2022, kvůli komplikacím způsobeným pandemií covidu ani tento termín nebude finální. Rychlovlaky Eurostar spojují nádraží St Pancras International s Paříží a Bruselem. Cesta do Paříže trvá asi 2 hodiny a 15 minut a do Bruselu zhruba 1 hodinu a 51 minut.
Síť londýnské autobusové dopravy je jednou z nejrozsáhlejších na světě. Denně vyjíždí na 700 linek asi 8 000 autobusů, které za týden přepraví více než 6 milionů cestujících. Každý rok se do obnovy dopravní sítě investuje 850 milionů liber. Londýn má nejrozsáhlejší dopravní síť použitelnou vozíčkáři na světě a od druhé poloviny roku 2003 je lépe přístupná i pro osoby s postižením sluchovým nebo zrakovým.
Londýn je zároveň velmi často využívanou mezinárodní křižovatkou. Letiště Heathrow je nejrušnějším letištěm světa pro mezinárodní dopravu. V březnu roku 2008 byl dokončen již pátý terminál, který má ročně odbavit až 30 milionů cestujících. Dalšími důležitými letišti v dosahu města jsou Stansted, Gatwick, Luton, City, Southend a Biggin Hill, využívaná především obchodními cestujícími a také nízkonákladovými leteckými společnostmi.

## Náboženství

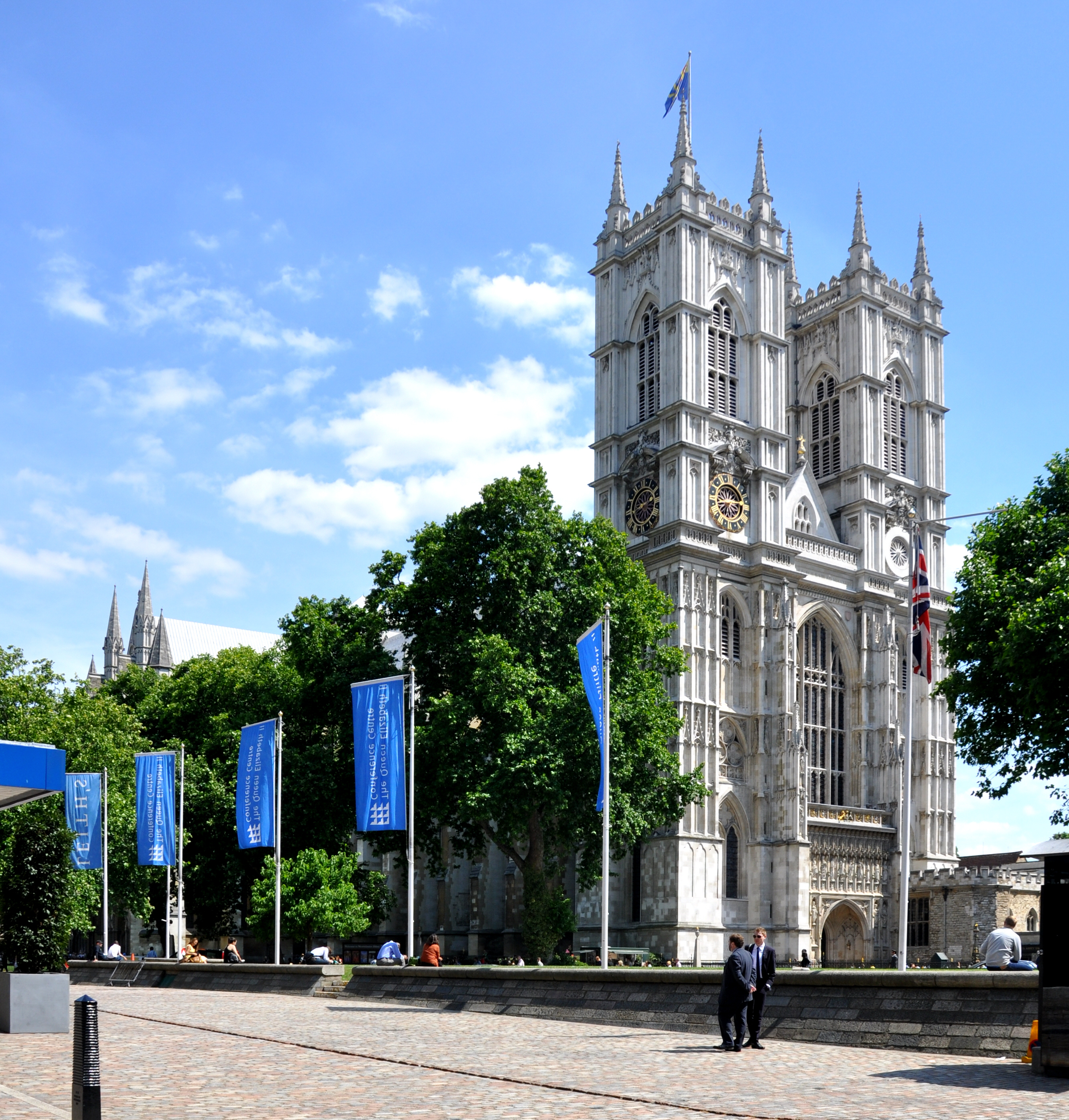
Westminsterské opatství.

Když papež Řehoř I. Veliký vyslal v roce 597 svatého Augustina z Canterbury, aby uvedl do Anglie křesťanství, předpokládal, že se jeho vyslanec stane arcibiskupem londýnským, protože toto město bylo dříve hlavním městem římské provincie Británie. Vzhledem k tomu, že Augustin byl pohostinně přijat v Kentském království králem Æthelberhtem, bylo však v roce 601 ustanoveno arcibiskupství v Canterbury. Přesto byl Londýn vždy důležitým náboženským centrem a canterburští arcibiskupové zde trávili mnoho času. Jejich oficiální londýnskou rezidencí je Lambethský palác.
Anglikánská církev má v Londýně dva biskupy – biskup londýnský, který spravuje část Londýna na sever od Temže, pod něhož patří největší londýnský barokní chrám katedrála svatého Pavla, a biskup southwarský, který spravuje anglikánskou církev na jih od Temže. Důležité národní a královské ceremonie jsou rozděleny mezi katedrálu svatého Pavla a Westminsterské opatství, gotický kostel připomínající katedrálu.
Římskokatolický arcibiskup westminsterský je uznáván jako hlava katolické církve v Anglii a Walesu (pod něj patří katolická Westminsterská katedrála, kterou je třeba odlišovat od anglikánského Westminsterského opatství). Další tradiční protestantské církve, které mají svou rezidenci v Londýně, jsou například sjednocená reformovaná církev (United Reformed Church) a kvakeři (Quakers). Mnoho imigrantů ustavilo své vlastní církve – například je zde zastoupena pravoslavná církev a existují zde také další protestantské sbory.
Londýn je nejdůležitějším centrem islámu ve Velké Británii. Ve dvou londýnských předměstích jsou enklávy s největším počtem muslimů ve Velké Británii – Tower Hamlets a Newham. Londýnská ústřední mešita (London Central Mosque) je velmi dobře známá londýnská silueta, postavená na okraji Regent's Parku, další mešity jsou i v jiných částech města. Londýnu se pro jeho islámskou menšinu také přezdívá Londonistán.
Hinduistický chrám v Neasden (Neasdenský chrám) je největším hinduistickým chrámem mimo Indii a zároveň pozoruhodným příkladem moderní budovy postavené v tradičním stylu. Většina dokonale propracovaných a spletitých mramorových plastik použitých v chrámu byla vytesáno v Indii.
Více než dvě třetiny britských židů žije v Londýně, což řadí Londýn na 9. místo na světě v počtu židů žijících mimo Izrael. Od poloviny 18. století stávala v londýnské City Velká synagoga, v roce 1941 však byla zničena při německých náletech.

### Náboženské vyznání obyvatelstva v průběhu let
| Náboženství | 2001      | 2001    | 2011      | 2011    | 2021      | 2021    |
| Náboženství | Počet     | %       | Počet     | %       | Počet     | %       |
| ----------- | --------- | ------- | --------- | ------- | --------- | ------- |
| křesťané    | 4,176,175 | 58.23%  | 3,957,984 | 48.42%  | 3,577,681 | 40.66%  |
| bez vyznání | 1,130,616 | 15.76%  | 1,694,372 | 20.73%  | 2,380,404 | 27.05%  |
| muslimové   | 607,083   | 8.46%   | 1,012,823 | 12.39%  | 1,318,754 | 14.99%  |
| neuvedeno   | 621,366   | 8.66%   | 692,739   | 8.47%   | 615,662   | 7.00%   |
| hinduisté   | 291,977   | 4.07%   | 411,291   | 5.03%   | 453,034   | 5.15%   |
| Židé        | 149,789   | 2.09%   | 148,602   | 1.82%   | 145,466   | 1.65%   |
| sikhové     | 104,230   | 1.45%   | 126,134   | 1.54%   | 144,543   | 1.64%   |
| další       | 36,558    | 0.51%   | 47,970    | 0.59%   | 86,759    | 0.99%   |
| buddhisté   | 54,297    | 0.76%   | 82,026    | 1.00%   | 77,425    | 0.88%   |
| Celkem      | 7,172,091 | 100.00% | 8,173,941 | 100.00% | 8,799,728 | 100.00% |

## Vzdělání

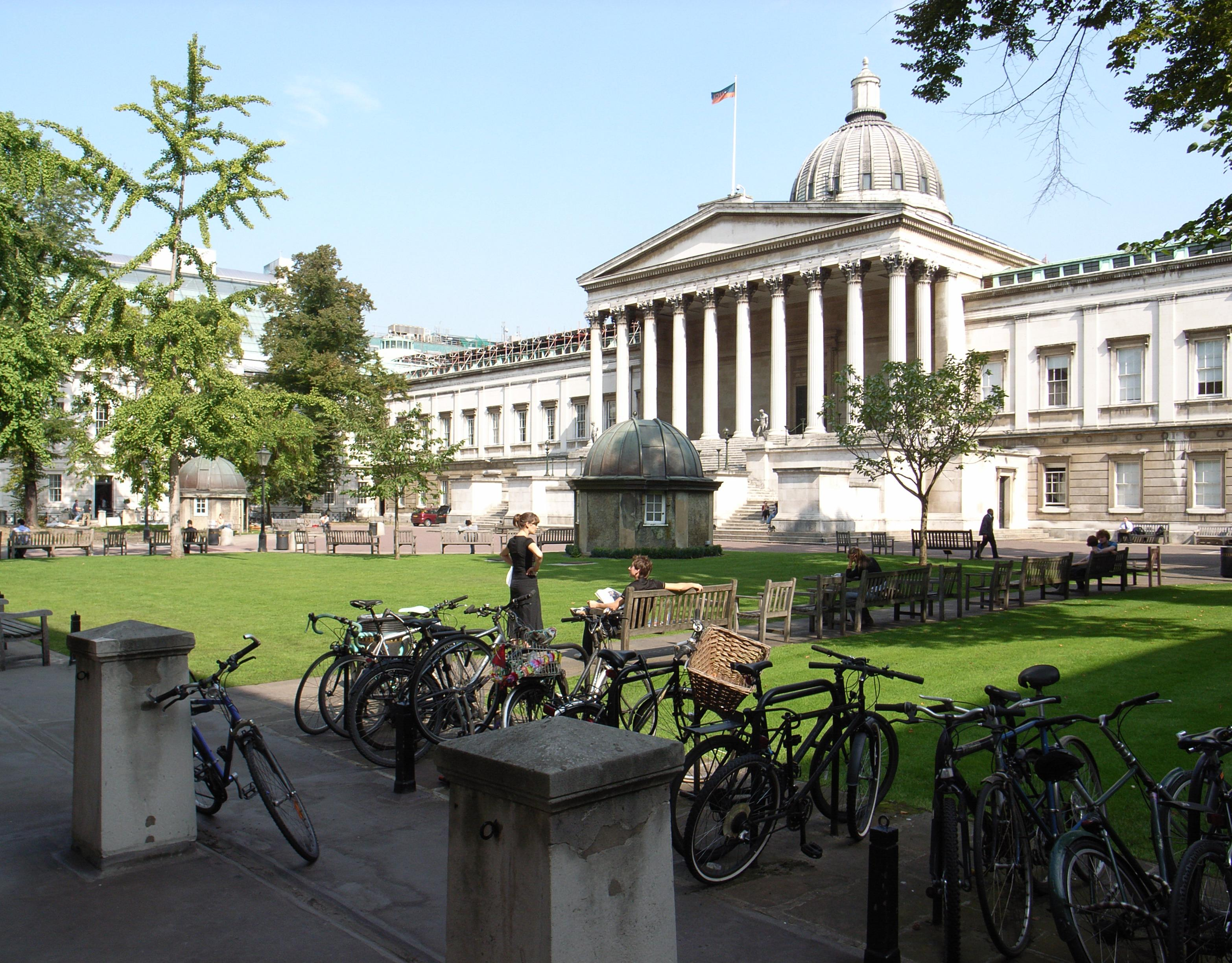
University College London

Londýn je sídlem mnoha univerzit a středních škol, které navštěvuje asi 378 000 studentů. Nachází se zde také mnohé vědecké a výzkumné ústavy.
Největší vysokou školou podle počtu studentů (125 000) ve Velké Británii a v Evropě je Londýnská univerzita. Skládá se z 20 fakult a několika dalších menších ústavů s větší mírou autonomie. Některé fakulty poskytují všeobecně zaměřené studium a jiné jsou specializované ústavy například London School of Economics, SOAS, Royal Academy of Music a Institute of Education.
Imperial College London a University College London byly podle výzkumu The Times Higher Education Supplement zařazeny mezi desítku nejlepších univerzit na světě (ICL na 5. místě a UCL na 9. místě). Dalšími univerzitami ve městě jsou Brunel University, City University, London Metropolitan University, Middlesex University, University of East London, University of Westminster a London South Bank University. Londýn je také známý svými ekonomickými školami – London Business School (nejlepší ekonomická škola podle Business Week) a Cass Business School (největší ekonomická škola Evropy).
V Londýně se nachází mnoho muzeí, galerií a jiných institucí, které jsou jednak turistickými atrakcemi, ale některé z nich (Přírodopisné muzeum – biologie, geologie; Science Museum a Victoria and Albert Museum – móda a design) plní i funkci centra výzkumu v dané oblasti. Britská knihovna u St Pancras je národní knihovnou Velké Británie a obsahuje asi 150 milionů exemplářů.

## Sport

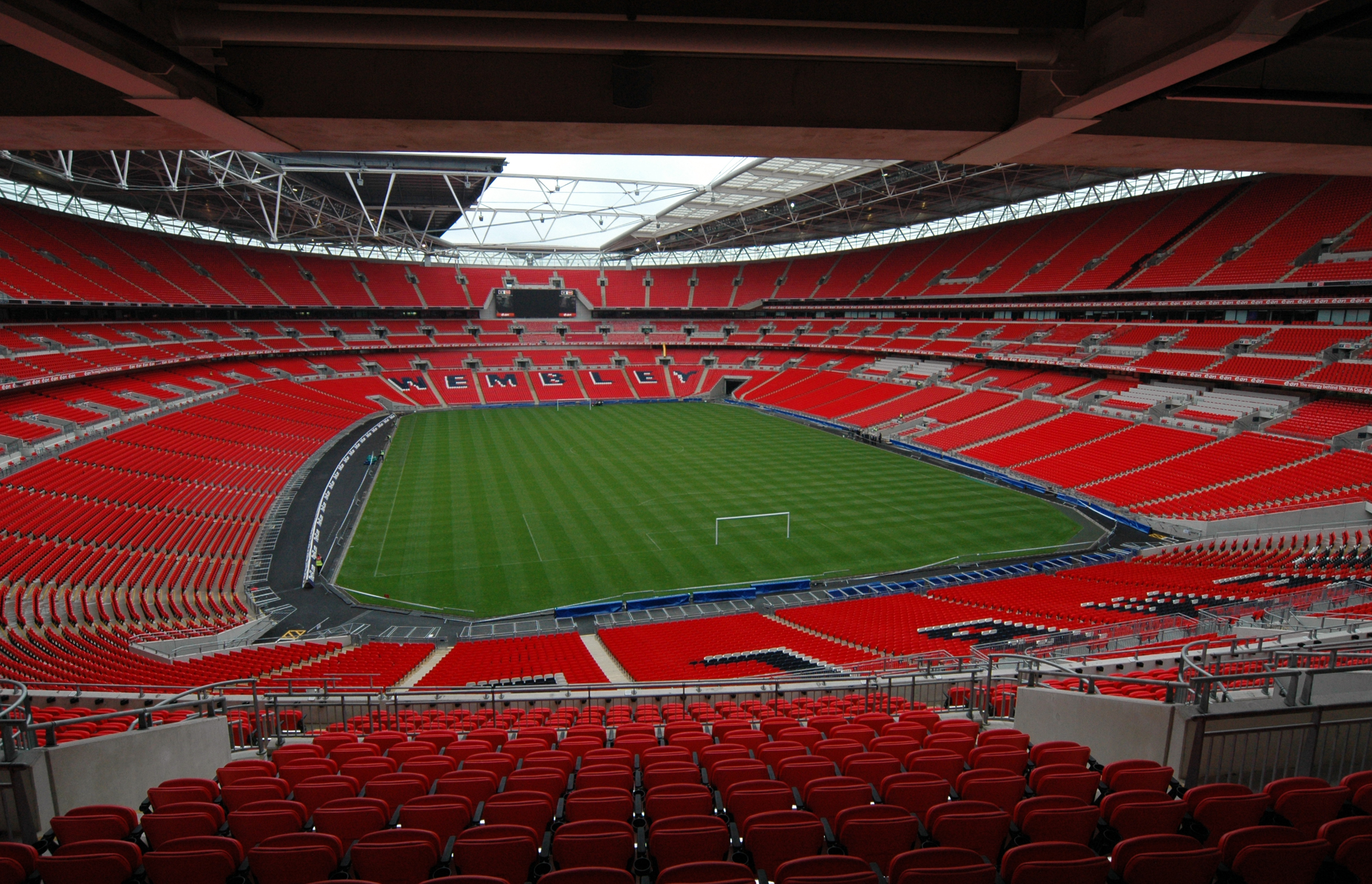
Wembley Stadium

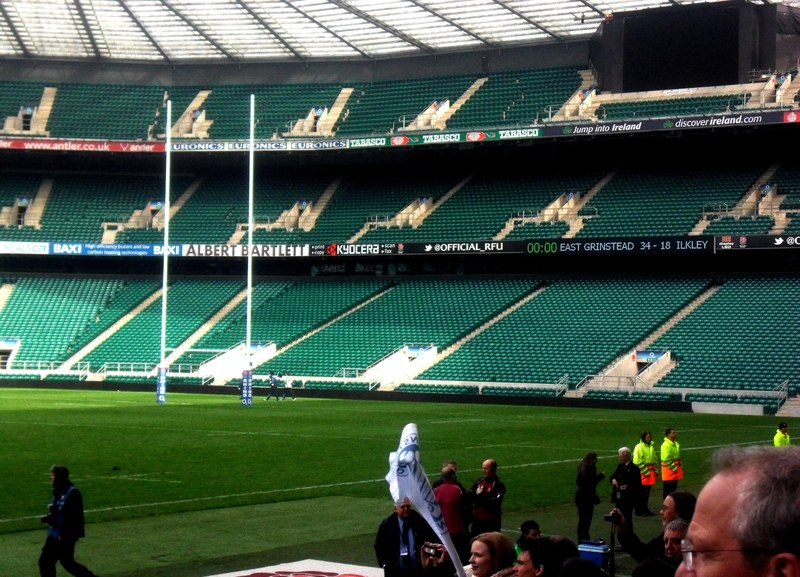
Twickenham rugby stadion

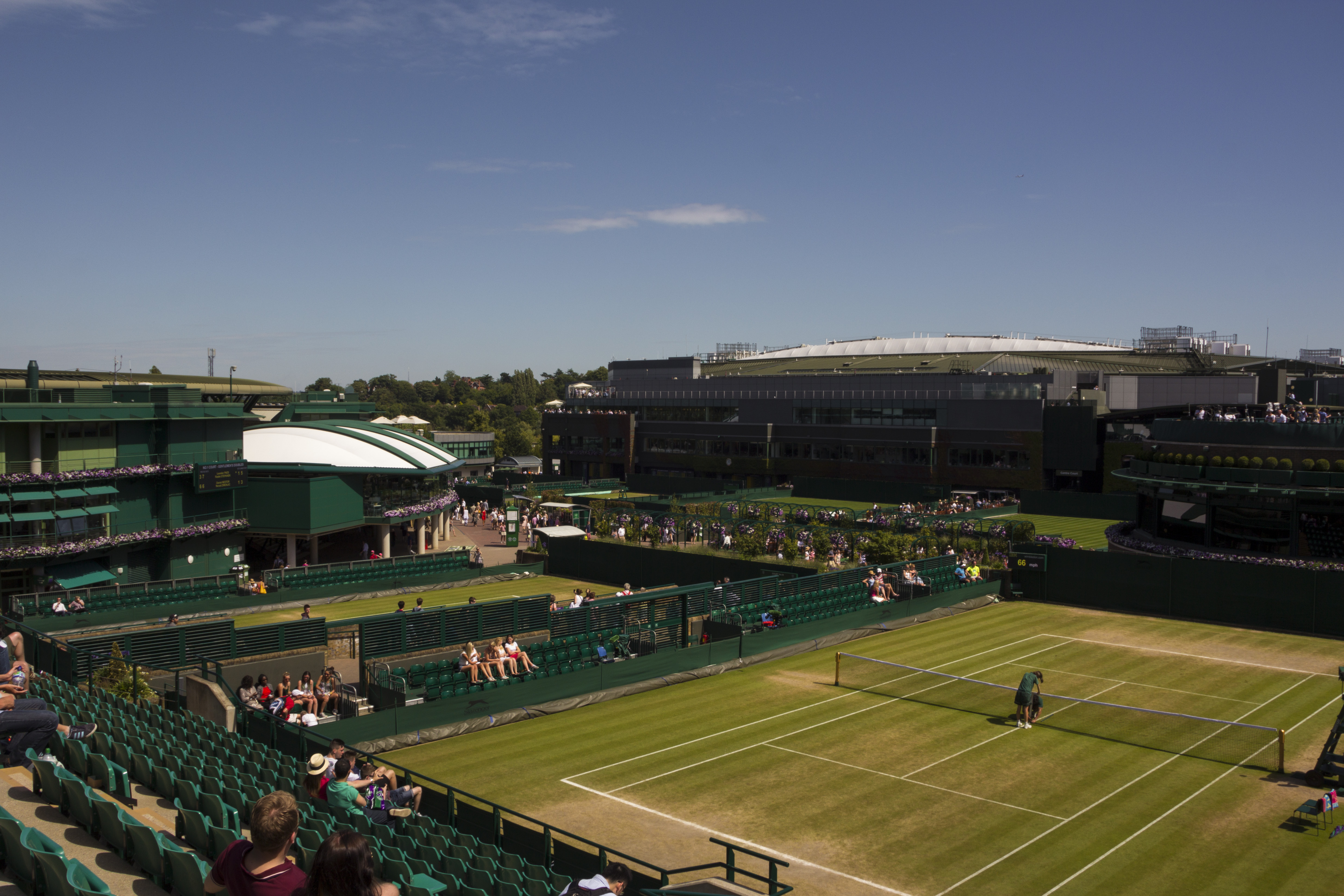
Pohled na areál, v němž každoročně na přelomu června a července probíhá tenisový turnaj Wimbledon

Londýn je místem konání jednoho z největších maratonů s masovou účastí, Londýnského maratonu. Konaly se zde Letní olympijské hry v roce 1908, 1948 a 2012. Londýn se tak stal prvním městem, kde se letní olympijské hry konaly třikrát.
Nejnavštěvovanějším sportem v Londýně je fotbal a v Londýně sídlí několik předních fotbalových klubů. Nejvýznamnějšími kluby jsou Arsenal (založený ve Woolwich Arsenal, ale v roce 1913 se přestěhoval do Highbury a nyní sídlí Emirates Stadium), Chelsea FC (hraje ve Fulhamu na Stamford Bridge) a Tottenham Hotspur (hraje na novém Tottenham Hotspur Stadium na místě předchozího White Hart Lane). Menšími kluby, avšak také hrávajícími 1. ligu, jsou West Ham United, Fulham, Watford, Queens Park Rangers, Crystal Palace, Charlton Athletic a zaniklý Wimbledon.
Londýn byl jedním z míst konání Mistrovství světa ve fotbale v roce 1966 a Mistrovství Evropy ve fotbale v roce 1996 a finálových utkání obou turnajů. Londýn ve starém Wembley pětkrát hostil finále PMEZ (1963, 1968, 1971, 1978, 1992) a na již zrekonstruovaném stadionu dvakrát finále Ligy mistrů (2011, 2013). New Wembley Stadium – národní fotbalový stadión, který byl svědkem mnoha významných mezistátních a klubových fotbalových a ragby utkání, prošel do roku 2008 rekonstrukcí.
Velmi populárním sportem v Londýně je také ragby, jehož příznivci pocházejí především ze střední třídy společnosti ze severu a západu města. Anglický národní ragbyový stadión se nachází v Tvickenhamu. Tři z dvanácti klubů elitní ligy – Guinness Premiership pocházejí z Londýna. Kluby London Irish, Saracens a Wasps hrají na hřišti mimo Velkého Londýna, ale v metropolitní oblasti. Harlequins, kteří sestoupili po sezoně 2004/05 do nižší soutěže National Division One, hrají v oblasti Velkého Londýna.
V Londýně existují dvě kriketová hřiště – Lord’s – domov Middlesex a Marylebone Cricket Club na předměstí St John's Wood kousek na sever od Regent's Parku a Oval – sídlo Surrey v jižním Londýně.
All England Lawn Tennis and Croquet Club je místem konání světově proslulého tenisového turnaje ve Wimbledonu na jihovýchodě Londýna.

## Turistické atrakce

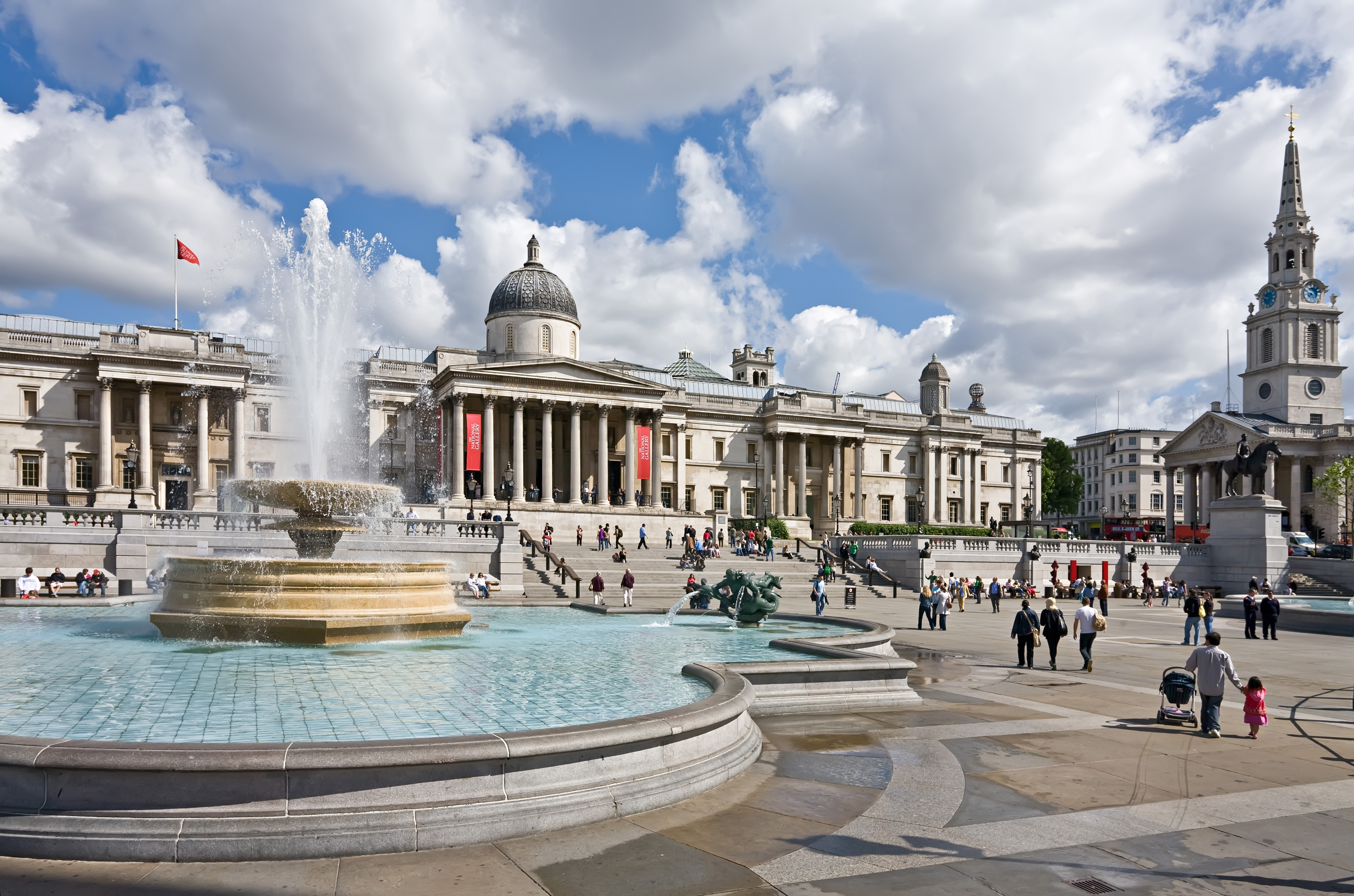
Trafalgarské náměstí

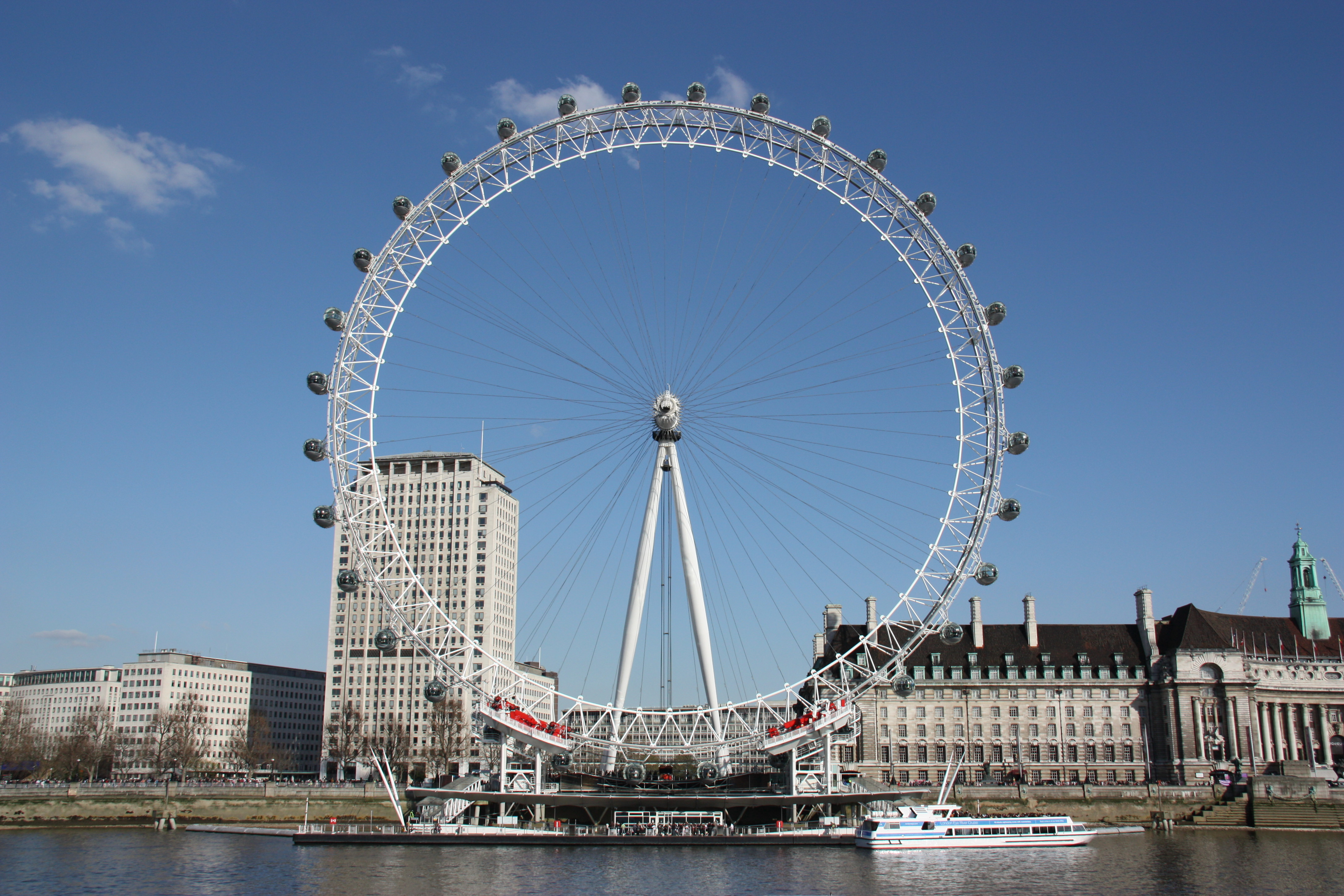
Londýnské oko

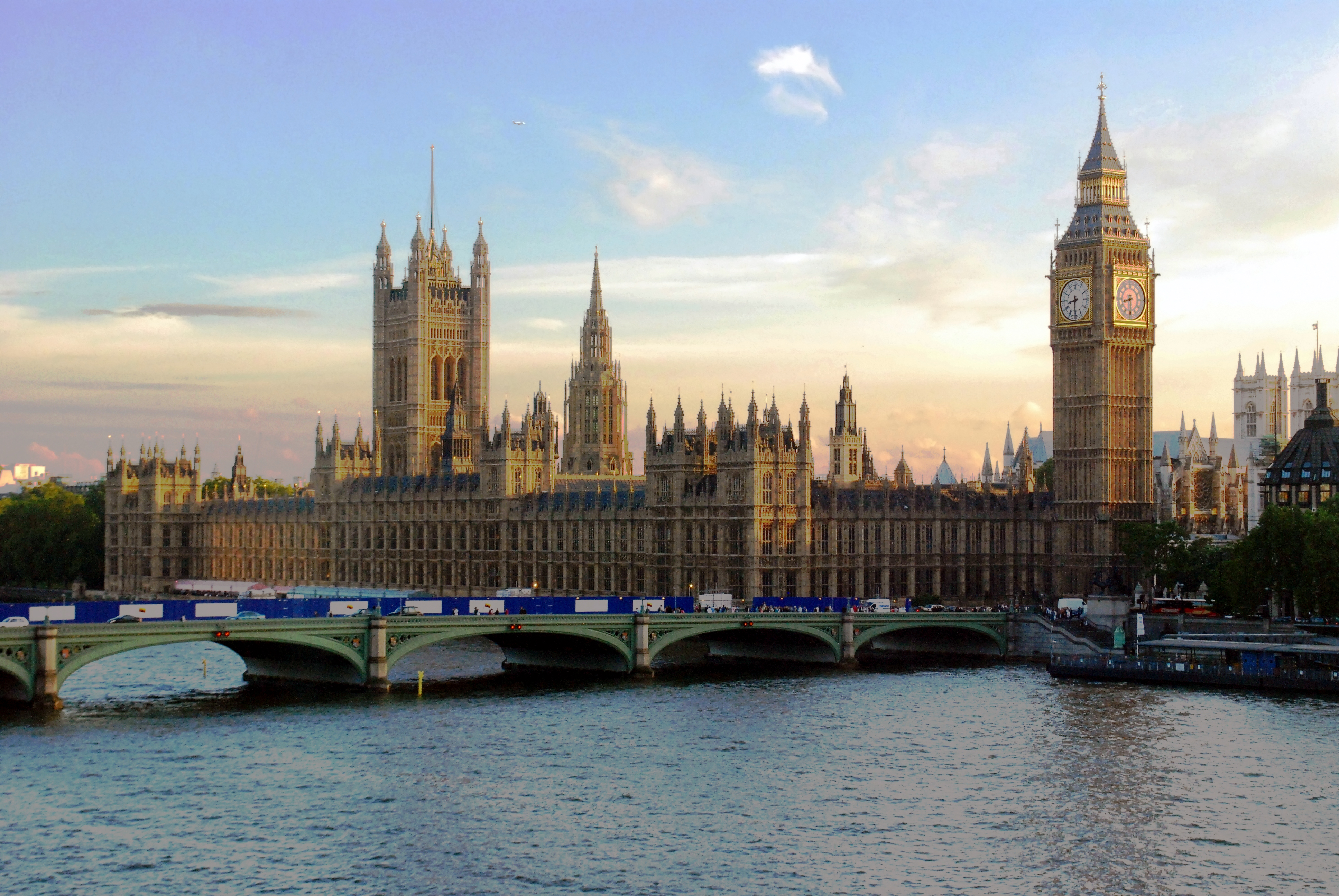
Westminsterský palác – pohled přes řeku Temži

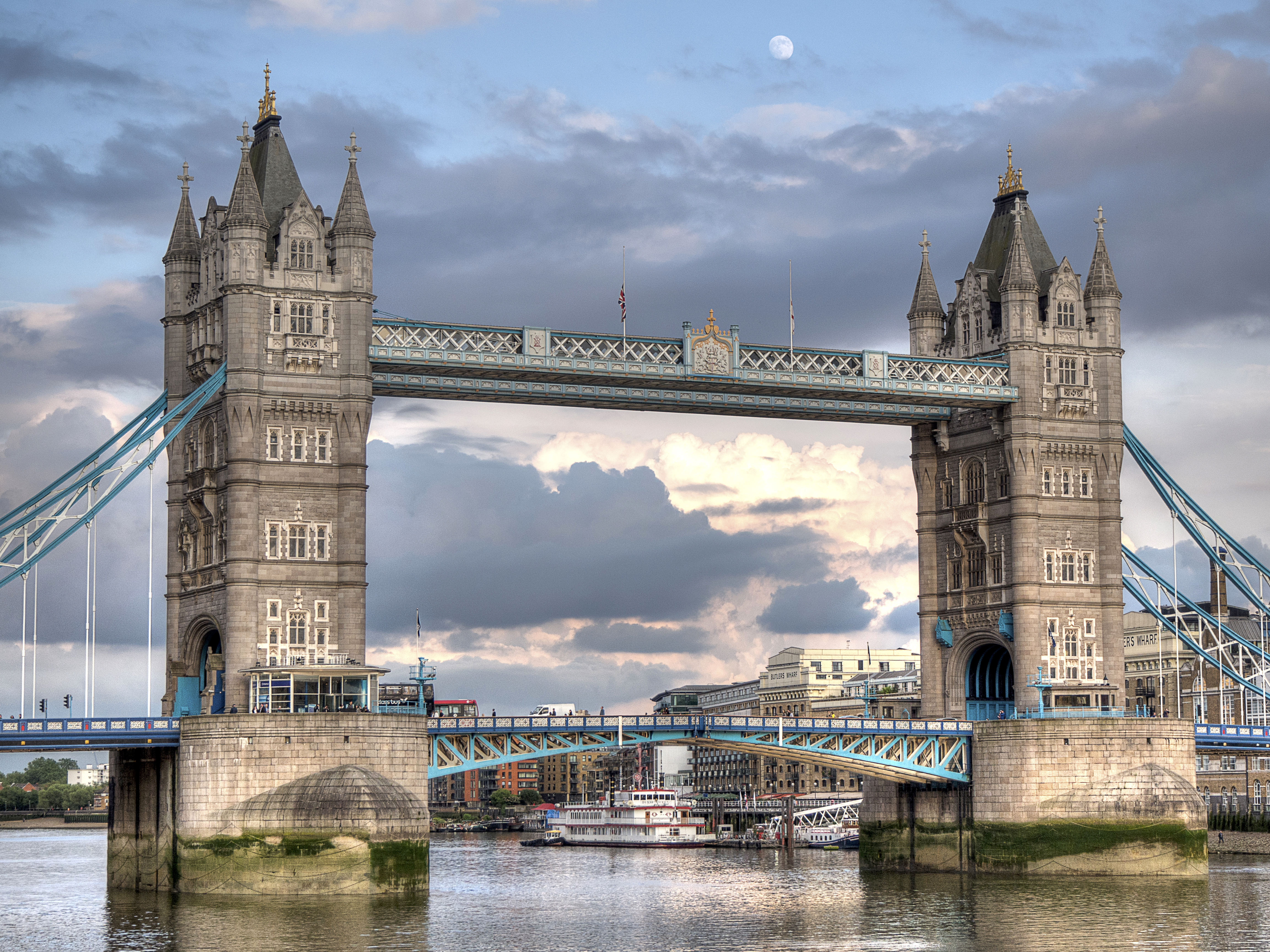
Tower Bridge

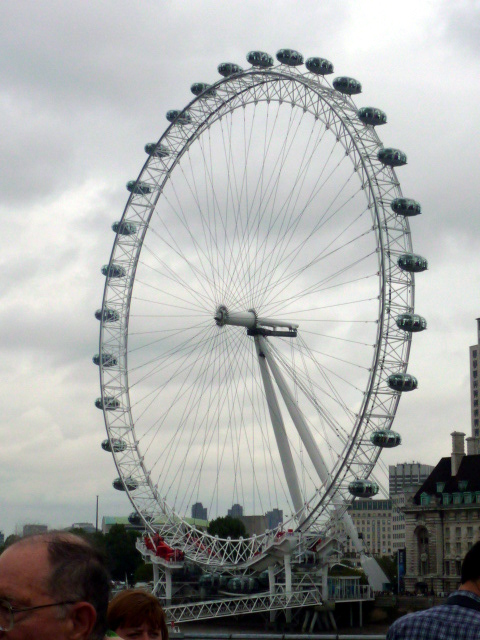
Bližší pohled na známou londýnskou atrakci Londýnské oko

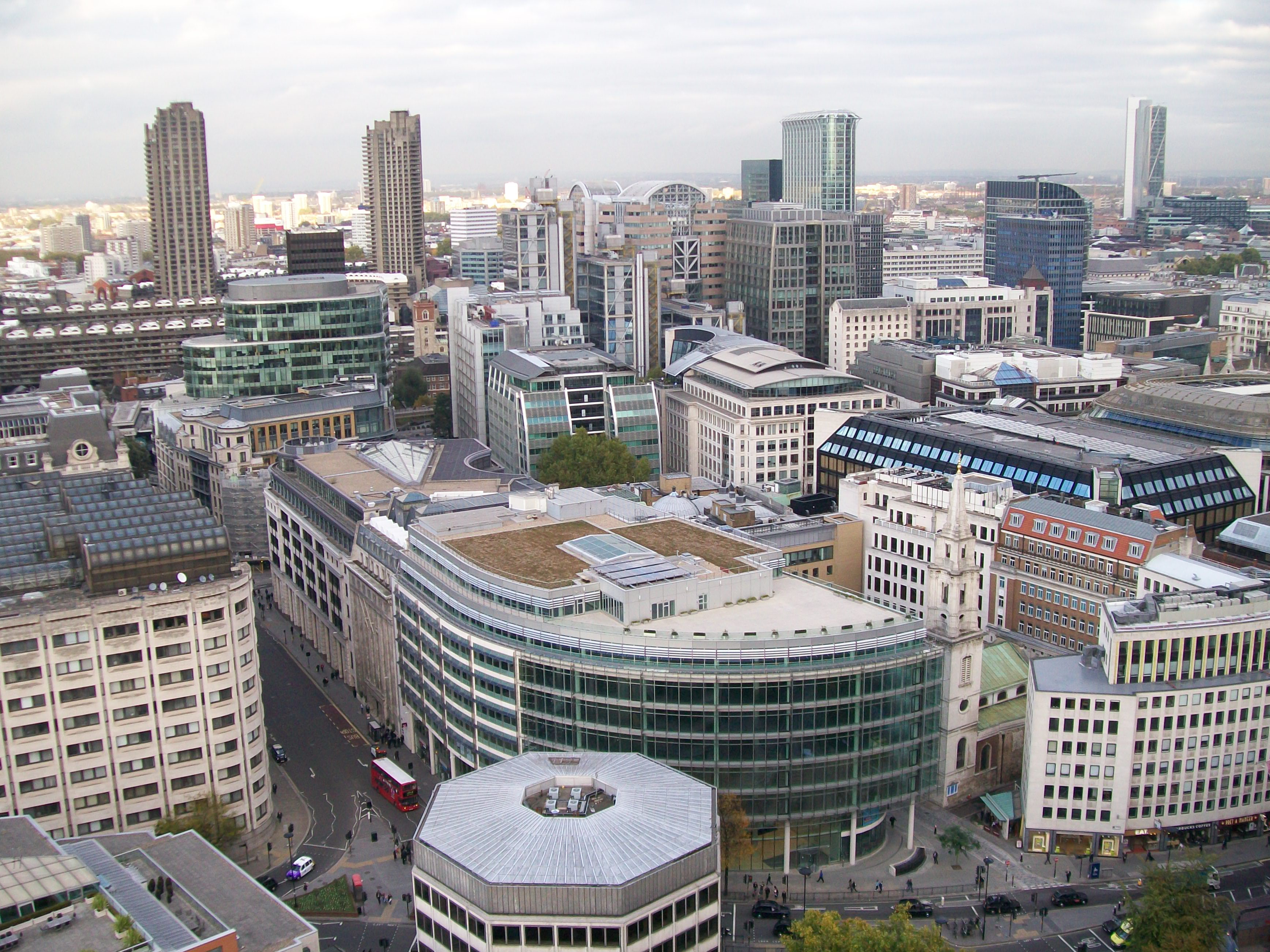
Pohled z katedrály svatého Pavla na město.

Londýn patří k nejvíce navštěvovaným městům na světě. Turistické atrakce se nalézají převážně v centrálním Londýně. Patří mezi ně historická City; West End a jeho proslulá kina, bary, kluby, obchody a restaurace; Westminster s Westminsterským opatstvím, Buckinghamským palácem, Clarence House atd. Dále je to Science Museum, Přírodopisné muzeum, Britské muzeum, Národní galerie, Tate Gallery, mosty London Bridge, Tower Bridge, Královská observatoř v Greenwichi, kudy prochází od roku 1884 nultý poledník, a další zajímavosti.

### Pozoruhodná místa
- Camden Town
- Covent Garden
- Čínská čtvrť
- Downing Street
- Horse Guards Parade
- Jižní nábřeží
- Leicester Square
- London Dungeon
- Londýnská zoologická zahrada
- Londýnské oko
- Londýnské planetárium
- Muzeum voskových figurín Madame Tussaud
- Piccadilly Circus
- Tower Bridge
- Tower
- Trafalgarské náměstí

### Budovy a monumenty
- 1 Canada Square
- 30 St Mary Axe
- Albertův památník
- Bank of England
- Big Ben
- Britská knihovna
- Broadcasting House
- Buckinghamský palác
- Budova pojišťovny Lloyds
- Clarence House
- Elektrárna Battersea
- Hampton Court Palace
- Katedrála svatého Pavla
- Kensingtonský palác
- Kleopatřin obelisk
- Královská burza
- Královská greenwichská observatoř
- Královský soudní dvůr
- Lambethský palác
- Londýnská radnice
- Millennium Dome
- Mramorový oblouk
- Neasdenský chrám
- Nelsonův sloup
- Památník Diany, princezny z Walesu
- Památník Velkého požáru Londýna
- Royal Albert Hall
- Royal Festival Hall
- St James's Palace
- Tower
- Tower 42
- Věž British Telecom
- Westminsterské opatství
- Westminsterský palác

### Muzea a galerie
Viz Londýnská muzea a galerie

### Trhy a obchodní centra
- Borough Market
- Brick Lane Market
- Camden Town
- Covent Garden
- Knightsbridge
- Petticoat Lane Market
- Portobello Road Market
- West End

### Parky a zahrady
11 % rozlohy Velkého Londýna zabírají parky. Devět královských parků, dříve honebních revírů, je nyní přístupno veřejnosti. Green Park, St. James's Park, Hyde Park a Kensingtonské zahrady formují pásmo zeleně ve West Endu. Regent's Park tvoří severní hranici centra Londýna, zatímco Greenwich Park-národní park, Bushy Park a Richmond Park jsou oázou klidu v londýnských předměstích. Mnoho menších parků bylo založeno u bohatých soukromých rezidencí pro soukromé používání, ale část je nyní přístupná pro veřejnost.
Většina parků spravovaných londýnskou samosprávou byla vytvořena mezi polovinou 19. století a druhou světovou válkou. Příkladem jsou Victoria Park, Alexandra Park a Battersea Park. Některé parky na předměstích například Hampstead Heath, Wimbledon Common a Epping Forest mají neformální přírodní charakter. Nejvýznamnější zahrada ve které se platí vstupné je Královské botanické zahrady v Kew.

## Partnerská města
- Alžír, Alžírsko
- Bagdád, Irák
- Berlín, Německo
- Bogota, Kolumbie
- Johannesburg, Jihoafrická republika
- Káhira, Egypt
- New York, Spojené státy americké
- Paříž, Francie
- Podgorica, Černá Hora
- Sofie, Bulharsko
- Záhřeb, Chorvatsko